# Graskarper
De graskarper (Ctenopharyngodon idella) is een exoot in de wateren van de Benelux. De graskarper is een echte herbivoor. Hij wordt uitgezet daar waar beplanting in en langs het water als een probleem gezien wordt.

## Ecologische betekenis
Deze vis heeft hoge watertemperaturen nodig om tot voortplanting te komen. Alle graskarpers in Nederland zijn dus uitgezet.

## Beperking visvangst met betrekking tot de graskarper
De graskarper moet vanwege zijn speciale functie altijd levend en onbeschadigd in hetzelfde water worden teruggezet. Deze vissoort wordt uitgezet om de plantengroei in het water in bedwang te houden. In Nederland mag het uitzetten van graskarper overigens uitsluitend met toestemming van de Minister van Landbouw, Natuurbeheer en Visserij gebeuren.

## Kracht
De graskarper is door zijn langwerpige en dus hydrodynamische vorm in staat om bijzonder snel te zwemmen. Als de graskarper aan de lijn zit, is het in vergelijking met een gewone karper van hetzelfde gewicht dan ook een stuk lastiger voor een visser om deze aan de kant te krijgen.

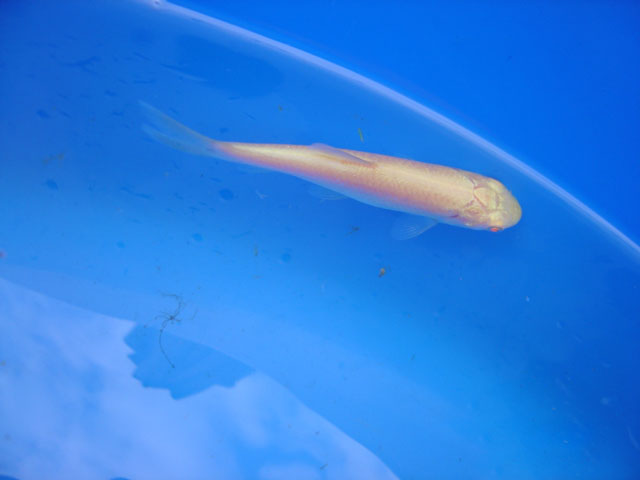
Zeer klein albino exemplaar

## Albinovariant
De graskarper bestaat ook in albinovorm. Deze heeft een geelroze kleur en heeft rode ogen. Deze variant is zeer populair bij vijverliefhebbers om de vijver algenvrij te houden. Deze karper groeit zeer snel en kan tot 1,20 m lang worden, waar de meeste vijvers te klein voor zijn. (Draad)algen eet de graskarper overigens alleen tot een lengte van circa 10 cm. Daarna krijgt hij een voorkeur voor de wat zachtere planten om vervolgens ook harde planten te gaan eten. Hij kan zelfs leven van (gemaaid) gras, omdat zijn bek een raspfunctie voor harde plantendelen bevat.